# Légy csillagkép

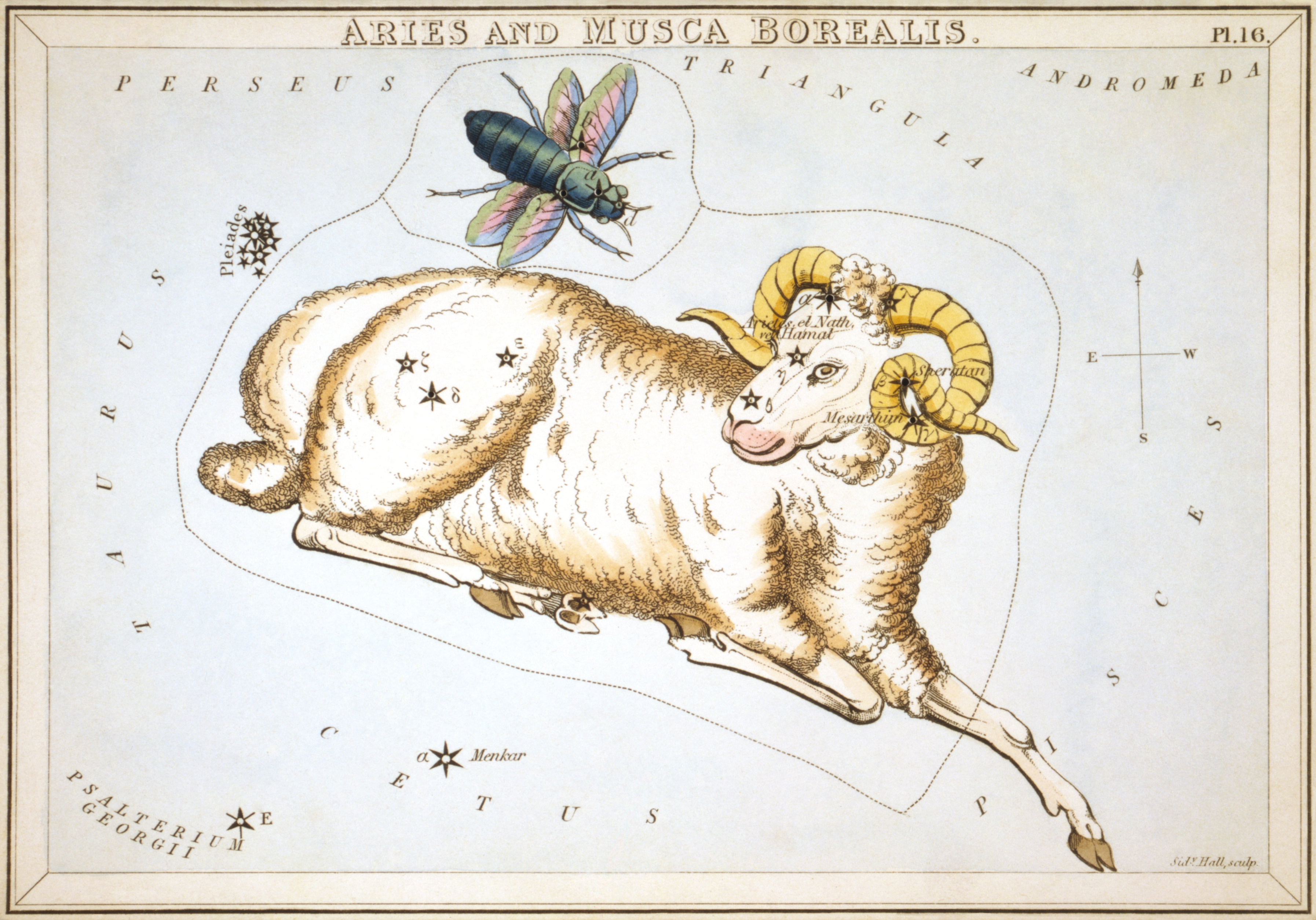
A Légy és a Kos csillagkép

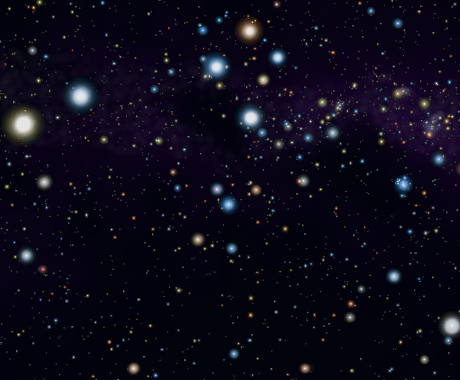
A Légy Csillagkép

A Légy (latin: Musca) egy csillagkép a déli égbolton a Dél Keresztje csillagkép alatt.

## Története, mitológia
Az eredeti neve Méh volt a 16. században. A név ötletét az adta, hogy a Kaméleon a kinyújtott nyelvével mint rovarokat akarja elkapni az akkor még névtelen területen lévő csillagokat. 1752-ben Nicolas-Louis de Lacaille apát, francia csillagász átnevezte a Méh-et  Musca australis-nak. Ma a neve egyszerűen Légy.

## Csillagok
- α Muscae: a 2,69 magnitúdós csillag körülbelül 310 fényévnyire van a Földtől, B2V színképtípusú
- β Mus: 3,04 magnitúdós csillagkettős (B2V, B3V). Kékesfehér, harmadrendű csillagnak tűnik, de egy legalább 100 mm-es nyílású távcső már két negyedrendű csillagot mutat
- γ Mus: B5 színképtípusú, mintegy 270 fényév távolságra lévő csillag
- θ Muscae: egy ötöd- és egy hetedrendű tagból álló kettős, már kis távcsővel észlelhető

## Mélyég-objektumok
- NGC 5189 planetáris köd, John Herschel fedezte fel 1835-ben. A központi csillaga 1800 fényévnyire található tőlünk.
- NGC 4833
- NGC 4372